# Elliptera
Elliptera omissa is een geslacht van tweevleugelige insecten uit de familie steltmuggen (Limoniidae). De wetenschappelijke naam van het geslacht is voor het eerst geldig gepubliceerd in 1863 door Ignaz Rudolph Schiner.
Schiner gaf als typesoort op Elliptera omissa.

## Soorten
Deze lijst van 10 stuks is mogelijk niet compleet.
- E. astigmatica (Alexander, 1912)
- E. clausa (Osten Sacken, 1877)
- E. coloradensis (Alexander, 1920)
- E. hungarica (Madarassy, 1881)
- E. illini (Alexander, 1920)
- E. jacoti (Alexander, 1925)
- E. omissa (Schiner, 1863)
- E. tennessa (Alexander, 1926)
- E. usingeri (Alexander, 1966)
- E. zipanguensis (Alexander, 1924)